# Ribeirão das Neves
Ribeirão das Neves (Portugees voor Rivier van de sneeuw) is een stad en gemeente in de Braziliaanse deelstaat Minas Gerais. De stad maakt deel uit van de grootstedelijke mesoregio Belo Horizonte en de microregio Belo Horizonte. Bij de volkstelling van 2022 had de stad 341.690 inwoners. Het is een slaapstad voor pendelaars naar Belo Horizonte.

## Aangrenzende gemeenten
De gemeente grenst aan Belo Horizonte, Contagem, Esmeraldas, Pedro Leopoldo, São José da Lapa en Vespasiano.

## Verkeer en vervoer
De plaats ligt aan de radiale snelweg BR-040 tussen Brasilia en Rio de Janeiro. Daarnaast ligt ze aan de wegen BR-135 en MG-432.